# Guillaume Van Volxem

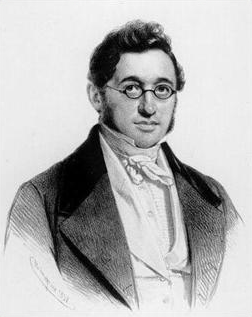
Guillaume Van Volxem

Guillaume Hippolyte Van Volxem (Brussel, 13 februari 1791 - aldaar, 17 april 1868) was een Belgisch volksvertegenwoordiger, minister van Justitie en burgemeester van Brussel.

## Biografie

### Familie
Guillaume Van Volxem was een zoon van Jean-Baptiste Van Volxem, advocaat en directeur van de Société générale de Belgique, en Anne-Marie Haelfswaegh. Hij trouwde in 1816 in Brussel met Adélaïde Willems (1794-1826), tante van Edmond Willems, en in tweede huwelijk in 1827 in Brussel met Émilie Marischal (1808-1892). Hij kreeg een zoon en een dochter uit zijn eerste huwelijk en twee zoons uit zijn tweede, onder wie:
- Joseph Van Volxem (1822-1893), advocaat, volksvertegenwoordiger en burgemeester van Laken. Hij trouwe in 1846 in Brussel met Marie-Louise Stock (1828-1910). Ze kregen zeven kinderen, met afstammelingen tot heden.

Hij was een schoonbroer van Abel Warocqué en een oom van baron Gustave de Mévius en Félix Tiberghien.

### Loopbaan
Van Volxem promoveerde in 1810 tot licentiaat in de rechten aan de École de droit in Brussel en vestigde zich in deze stad als advocaat.
In 1830 nam hij deel aan de Belgische Revolutie en van dat jaar tot 1837 was hij schepen van Brussel. Bij het overlijden van burgemeester Nicolas Rouppe in 1838 werd hij waarnemend burgemeester, wat bevestigd werd bij de verkiezingen van 1840. Hij bleef burgemeester tot 1841, toen hij minister van Justitie werd in de unionistische regering van Jean-Baptiste Nothomb. Zijn deelname aan de regering-Nothomb, die vooral katholiek georiënteerd was, werd hem kwalijk genomen in liberale kringen, waardoor zijn politieke carrière van korte duur was.
In 1836-1837 was hij provincieraadslid van Brabant en in 1837 werd hij liberaal volksvertegenwoordiger voor het arrondissement Brussel, een mandaat dat hij vervulde tot 1845.
Hij had ook een carrière in het bedrijfsleven:
- bestuurder van de Société pour la construction et l'exploitation de la route réunissant la Rue Royale et le Pont de Laken,
- bankier en directeur van de Société générale,
- bestuurder van de Embranchements du Canal de Charleroi,
- bestuurder van de Compagnie d'assurances contre l'incendie,
- bestuurder van La Nationale Belge,
- bestuurder van Charbonnages de Boussu et de Sainte-Croix-Sainte-Claire,
- bestuurder Couchant du Flénu,
- bestuurder spoorwegen Brussel-Gent over Aalst.

Hij was verder ook nog:
- medeoprichter en voorzitter van de raad van bestuur van de Université libre de Bruxelles,
- erevoorzitter van het Koninklijk Muziekconservatorium in Brussel,
- voorzitter van de Kunstacademie in Brussel,
- lid van de vrijmetselaarsloge Les Vrais Amis de l'Union in Brussel.

In juli 1837 kocht Van Volxem het Domein Drie Fonteinen van Louis de Wellens (burgemeester van Brussel tussen 1815 en 1830), die het openbaar moest verkopen nadat hij in diskrediet geraakt was. Net als voor Wellens was Drie Fonteinen voor hem een buitenverblijf.